# Halászlé
A magyar néprajzi irodalom szerint a halászlé azonos a hosszú lére eresztett halpaprikással. 1871-ben jelent meg Szegeden Rézi néni szakácskönyve, amelyben megtalálhatjuk a "Halpaprikás halászosan" nevű étel elkészítési módját. A „halászos mód” lényege az, hogy minden hozzávalót egyszerre tesznek bele a bográcsba. A valódi népi halászlének a sok és jóféle hal (főleg a ponty), a sajátos elkészítési mód, a szolgafa és bogrács, a megfelelő és egyéb fűszerek mellett fontos és elmaradhatatlan kelléke a fűszerpaprika, azaz a "törökbors", és a vöröshagyma. Sokak véleménye szerint nem kell passzírozni a halászlét, ugyanis a halászlé elkészítési módja és lényege a jófajta paprikában, a sok hagymában és halban rejlik. Azonban már a 19. századtól különféle készítési hagyományok alakultak ki a Tisza mellett, a Duna mindkét oldalán, a Balatonnál, a halásztanyákon és a polgári konyhákon. A klasszikus szegedi halászlé lényeges eleme például a passzírozás. A halászlé főzését akkor kell befejezni, ha a hüvelyk- és mutatóujj összeragad az étel gőzében.
Forrásszöveg a balatoni halászlé receptjének 19. századi kialakulásáról:

„... visszamenénk a szöllőhegybe egy szíves keszthelyi lakoshoz halászlére meghivatva. Ennek mi Vas vármegyében csak hírét hallánk, de azt a jóságot, mellyet ez a szájjal éreztet, nem is képzelheted; pedig mi együgyü annak készítése! Összeszednek tudniillik mindennemű halat, s annál jobb, minél többnemű kevertetik össze, ezeket darabokra metélvén, bográcsba rakják, s megsózván, egy egész paprikát s fél marok vörös hagymát közibe hintnek, s eképpen a bográcsba befojtván tulajdon gőzében párolják. Annakutána egy kis sárgás rántást csinálnak, mellyet vízzel kevert vörös borral -- melybe ismét petrezselymet és kakukkfüvet hánynak --, felöntik s egyszer felforrni engedvén, kitálalják. Valamint igen egyszerű ennek készítése, úgy íze felséges.”

– Horváth József Elek (1784-1835) kaposvári iskolaigazgató 1832-ben a "Sas" folyóiratban megjelent tudósításából

## A magyar halászlé lényege

### A hal
A magyar halászlé, más néven halpaprikás többféle halból készül - minél gazdagabb és változatosabb az összetétele, annál finomabb. Magyar Elek gasztronómiai szakíró legalább háromféle halat nevez meg: ponty, harcsa, majd tájegységtől függően kecsege, süllő, fogas. Ezt egészítik ki az apróhalak, úgymint kárász, keszeg, vagy garda. Hagyományosan a különböző halfajták rétegesen követik egymást a bográcsban. Módos családokban tálaláskor a vendégeket elsősorban a fehérhúsú, legnemesebb halakkal kínálták, a pontyból csak külön kérésre mertek; ezt a többi, barnahúsú apróhallal együtt általában a ház személyzete kapta meg.  A nevezetes szegedi halászlé hagyományos összetevői a csuka, kecsege, harcsa, sőt, az angolna is.
A magyar halászlé hagyományosan nem tartalmaz tengeri halfajtát.

### A hagyma
A halászléhez csak az ún. „öreg” hagyma való. Aki igazi halászlevet akar csinálni, az tartogatott a tavalyi vöröshagymából, mert a zöldhagyma és a főzőhagyma alkalmatlan erre a célra. Ne próbálkozzunk hagymakrémmel és szárított hagymával sem.

### A paprika
A halászlének talán a legfontosabb alkotórésze a fűszerpaprika.

## Halászlécsoportok
Ha a magyaros halászleveket csoportosítani akarjuk, akkor a fő csoportok a következők lennének: dunai halászlé, tiszai halászlé és a balatoni halászlé. Ez nem azt jelenti, hogy csak 3 fajta halászlé van. Például a Duna mentén minden egyes városban másképpen készítik a halászlevet, másképpen főzik Komáromban, mint Pakson. A különbség a 3 csoport között a receptben van. Például a dunai halászleveket gyakran tésztával készítik. Külön érdekesség még a drávai/drávamenti halászlé.

### Dunai halászlevek
- Tolnai halászlé
- Bajai halászlé
- Paksi halászlé
- Komáromi halászlé
- Dunai halászlé
- Mohácsi halászlé
- Szigetközi halászlé

### Tiszai halászlevek
- Szegedi halászlé
- Szolnoki halászlé
- Tiszai boros halászlé[4]

### Balatoni halászlevek
- Balatoni halászlé
- Füredi halászlé
- Lellei halászlé

A hagyományos (fentiekben részletezett) halászlén kívül készítenek korhely halászlét is. Ez utóbbit babérlevéllel és citrommal főzik, majd tejfölös habarással sűrítik.

## Lásd még
- Halászlé receptek
- Nemere Ilona: A tiszai halászlé... és egyéb halétkek; Homonnai, Nyíregyháza, 2000
- Zelenák János: A halászlé titkai. Tejtelmek, trükkök, praktikák; Duna International, Bp., 2009
- A bajai halászlé; fotó Pump Károly; Önkormányzat–Bajai Települési Értéktár Bizottság, Baja, 2017
- Jogászlé avagy Halászlé receptgyűjtemény. Dr. Czikray Zoltán miskolci ügyvéd emlékére; szerk. Cserba Lajos; s.n., s.l., 2024

## Külső hivatkozások
- A Szegedi halászlé története
- Az eredeti halászlé recept a Mindmegette oldalán
- Mohácsi halászlé Archiválva 2016. november 4-i dátummal a Wayback Machine-ben
- Halászlé hagyományosan és másképp a Bűvös szakács oldalán